# Theresia Hebenstreit

Theresia Hebenstreit: Figur am Haus Marktstraße 12, Wiesbaden

Theresia Hebenstreit (* 1950 in Wiesbaden; † 20. Oktober 2015) war eine deutsche Malerin und Bildhauerin. Sie brachte bis zu 1001 nackte Frauen gleichzeitig auf die Bühne und schuf sich mit ihren „voluminösen, selbstbewussten Frauenfiguren aus Ton ein Alleinstellungsmerkmal“.

## Leben
Theresia Hebenstreit wurde 1950 in Wiesbaden geboren und legte 1968 das Abitur ab. Sie studierte zwischen 1979 und 1981 Keramik-Design an der Fachhochschule Wiesbaden. In den Jahren 1980 und 1984 absolvierte sie Studienaufenthalte in England und studierte zwischen 1995 und 2000 Kulturanthropologie, Kunstgeschichte und Ethnologie an der Johannes-Gutenberg-Universität in Mainz. Sie erkrankte im Jahr 2003 an Knochenmarkkrebs und lebte bis zu ihrem Tod im Wiesbadener Stadtteil Dotzheim, wo auch ihr Atelier steht.

### Beruf und Ehrenämter
Hebenstreit war zwischen 1986 und 1997 Vorsitzende des Vereinigung Kunsthandwerk Hessen und von 1993 bis 1999 deutsche Delegierte im World Crafts Council. Von 1998 bis 1999 hatte sie eine Vertretungsprofessur an der Fachhochschule Koblenz inne und leitete zugleich das Institut für Künstlerische Keramik in Höhr-Grenzhausen.

### Mitgliedschaften
Seit 2008 war Hebenstreit Mitglied im Bund bildender Künstler (BBK), der Kulturinitiative thalhaus Wiesbaden und über zehn Jahre bis zu ihrem Tod Mitglied der Sozialdemokratischen Partei Deutschlands.

## Werk
Theresia Hebenstreit war vor allem bekannt für ihre fülligen Frauengestalten aus Ton, die sie in Größen von 15 cm bis einem Meter ausformte. Neben Gemälden, die ihre Figuren darstellten, wurden diese auch in Buchform und Kalendern abgebildet. Mit diesen Skulpturen, den „wonnigen Weibern“, wurde ihr Œuvre „unverwechselbar“.
Die von ihr ausgerichtete Ausstellung 1001Nackt an der Universität Tangshan, Volksrepublik China, war ihr großes Projekt, „mit dem sie ihre Antwort auf die Terrakotta-Armee international präsentierte“.

### Ausstellungen
Hebenstreit beteiligte sich an diversen Ausstellungen, Projekten, Messen und Symposien im In- und Ausland und ist mit ihren Skulpturen in vielen privaten und öffentlichen Sammlungen vertreten.
Wichtige Ausstellungen waren:
- 2000: EINMAL50, Rathaus, Wiesbaden
- 2003: Leib mit Seele, Galerie Objekta, Kreuzlingen, Schweiz
- 2003: Lilithprojekt, Frauenmuseum, Wiesbaden
- 2006: 1001nackt, Städtische Galerie Freihausgasse, Villach, Österreich
- 2007: 1001nackt, Galerie für moderne Kunst, Breslau, Polen
- 2007: 1001nackt, Universität Tangshan, VR China
- 2008: 1001nackt, Galerie Heller, Heidelberg
- 2008: Liliths Lächeln, Altes Rathaus Musberg, Leinfelden[5]
- 2009: Ganz.Schön.Nackt.,  Kunstkreis Hameln, Rolf Flemes Haus
- 2009: Kunstmole Wiesbaden-Schierstein
- 2009: Neu, BBK Wiesbaden, Kunsthaus am Schulberg
- 2009: Über Gewichtige, Kunstverein Osterholz, Gut Sandbeck
- 2010: Sechz-ich Stücke aus meinem Leben, Wiesbaden, Atelier
- 2011: DNT (Dotzheims Next Topmodel), Wiesbaden, Atelier
- 2011: Nackte Tatsachen, Ausstellung im Kunstwerk Friedberg, Bayern
- 2012: Vom Angesicht, Malerei von Skulpturen mittelalterlicher Madonnen, Frauenmuseum Wiesbaden[6]
- 2015: Große Werk-Ausstellung im eigenen Atelier, Wiesbaden-Dotzheim[1]

### Veröffentlichungen
- 1991: Gert Fischer (Hrsg.): Neue Irdenware. Bemalte Formen in befreiter Tradition. Katalog. Siegburg, ISBN 978-3-92555122-2.
- 1993: Kunsthandwerk und Design. Frechen
- 1994: Art Aurea, Ulm
- 1996: Neue Keramik, Berlin
- 1996: Who`s Who in Contemporary Ceramic Arts, München
- 2000: Katalog EINMALFÜNFZIG, Wiesbaden
- 2001: Michael Flynn, Ceramic Figures, London
- 2003: Neue Keramik, Berlin
- 2004: Vernissage Hessen
- 2007: Das Magazin, Berlin
- 2007: Der Spiegel, Hamburg
- 2008: Katalog 1001nackt, Wiesbaden
- 2008: Neue Keramik, Berlin
- 2011: Theresia Hebenstreit und Konstanze Streese: The Real WOMAN’s Cookbook: Ein Kochbuch von und mit Frauen-Figuren. Wiesbaden
- 2015: Theresia Hebenstreit und Reinhard Berg (Photos): Ab durch die Mitte. Großer Bildband mit Autobiographie in Märchenform[1]
- 2015: Theresia Hebenstreit und Konstanze Streese: Syntagma schreiben. Texte. Wiesbaden.